# Northern Dynamo FC
Northern Dynamo FC là một câu lạc bộ bóng đá có trụ sở tại Seychelles, họ đang chơi ở Seychelles League.
Đội bóng có trụ sở tại Glacis, Seychelles ở đảo Mahe.

## Sân vận động
Hiện tại đội chơi ở Stade Linité 10,000 chỗ ngồi.